# Metadasynemella cassidiniensis
Metadasynemella cassidiniensis is een rondwormensoort uit de familie van de Ceramonematidae. De wetenschappelijke naam van de soort is voor het eerst geldig gepubliceerd in 1972 door Vitiello & Haspeslagh.